# Saumane (Gard)
Saumane (okzitanisch: Saumana) ist ein südfranzösischer Ort und eine Gemeinde mit 296 Einwohnern (Stand: 1. Januar 2022) im Département Gard in der Region Okzitanien. Die Gemeinde gehört zum Arrondissement Le Vigan und zum Kanton Le Vigan. Die Einwohner werden Saumanois genannt.

## Lage
Saumane liegt etwa 25 Kilometer westlich von Alès. In der Gemeinde liegt auch das Skigebiet Prat Peyrot. Umgeben wird Saumane von den Nachbargemeinden Saint-André-de-Valborgne im Norden und Nordwesten, Moissac-Vallée-Française im Norden und Nordosten, L’Estréchure im Süden und Osten sowie Les Plantiers im Westen und Südwesten.

## Bevölkerungsentwicklung
| Jahr                      | 1962 | 1968 | 1975 | 1982 | 1990 | 1999 | 2006 | 2013 |
| ------------------------- | ---- | ---- | ---- | ---- | ---- | ---- | ---- | ---- |
| Einwohner                 | 224  | 186  | 164  | 141  | 183  | 227  | 252  | 260  |
| Quelle: Cassini und INSEE |      |      |      |      |      |      |      |      |